# Ecologia
L'ecologia (dal greco: οἶκος, oikos, "casa" o anche "ambiente"; e λόγος, logos, "studio") è l'analisi scientifica delle interazioni tra gli organismi e il loro ambiente. L'oggetto di studio dell'ecologia sono pertanto gli ecosistemi. Si tratta di un campo interdisciplinare che include sia le scienze della vita, cioè la biologia, sia le scienze della terra.
L'ecologia affronta l'intera scala della vita, dai batteri ai processi che interessano l'intero pianeta. Gli ecologi studiano molte diverse relazioni complesse tra le specie, come predazione e impollinazione. La diversità della vita è organizzata in differenti habitat, da terrestre ad acquatico.
Gli argomenti trattati dall'ecologia sono tra gli altri:
- i processi biogeochimici, le interazioni tra organismi e le strategie adattative;
- il trasferimento di materia e di energia attraverso gli ecosistemi;
- le dinamiche evolutive degli ecosistemi;
- la biodiversità.

## Origine del termine "ecologia"

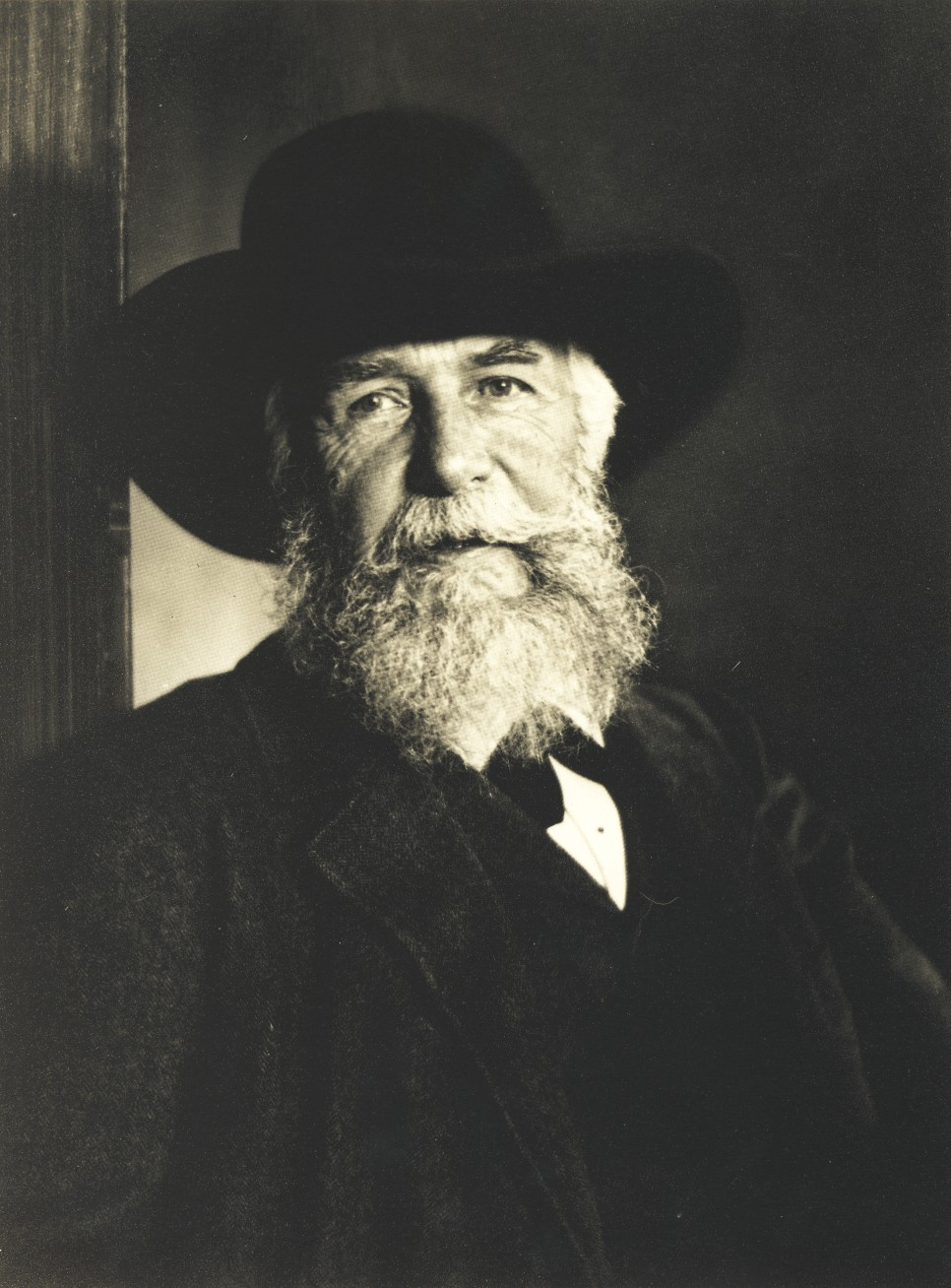
Ernst Haeckel

Il termine "ecologia" è stato coniato nel 1866 dallo scienziato tedesco Ernst Haeckel (1834-1919) nel libro Generelle Morphologie der Organismen; durante un discorso all'Università di Jena, la definì come:
(Ernst Haeckel, citato in Principles of animal ecology)
In questa sua definizione considera la radice del termine oikos, che è la stessa del termine economia ("gestione della casa").
L'ecologia affonda le sue radici negli studi naturali degli antichi greci, tra cui Teofrasto, amico e collega di Aristotele, che per primo descrisse le interrelazioni tra gli organismi e tra gli organismi e l'ambiente.
L'ecologia moderna è una scienza in quanto si avvale del metodo scientifico, che ha avuto larga espansione nel tardo XIX secolo, grazie ai concetti evolutivi in materia di adattamento e selezione naturale, divenuti i suoi capisaldi, oltre che alla teoria dei sistemi ecologici.
Il pensiero ecologico deriva da correnti di pensiero della filosofia, dell'etica e della politica. L'ecologia si differenzia dal movimento ambientalista nato negli anni 1960 e 1970, nella forma di ecologia sociale ed ecologia profonda, in quanto l'ambientalismo è un'ideologia attivista che si propone di migliorare l'ambiente attraverso attività educative pubbliche, propaganda di idee, programmi legislativi e convenzioni. In ecologia per ambiente si intende l'insieme delle condizioni e degli elementi dell'habitat circostante di uno o più organismi, con cui essi stabiliscono relazioni di varia natura e importanza.

## Livelli di studio e indirizzi

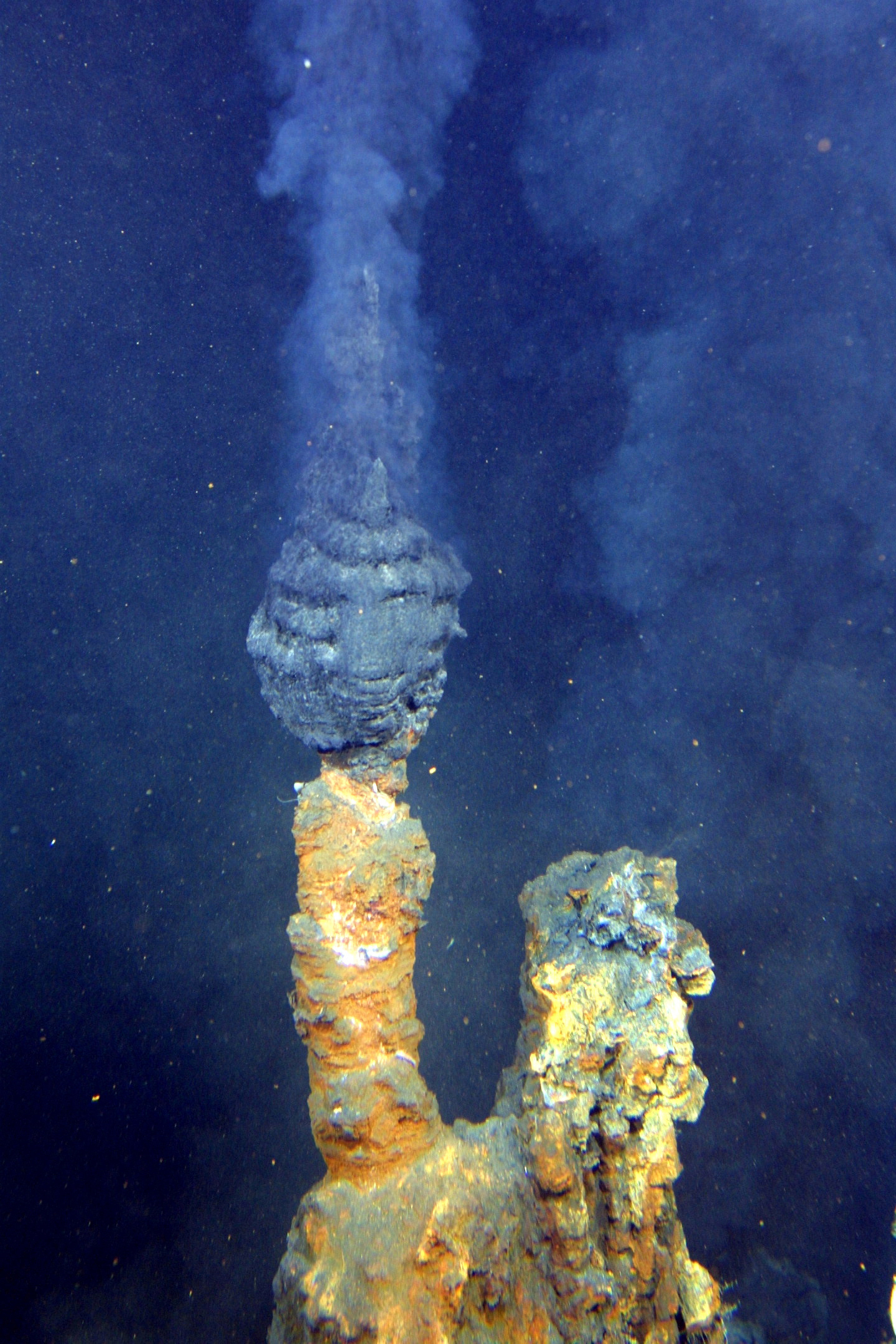
Fumarola nera in Nuova Zelanda

L'ecologia comprende un campo di ricerca della biologia estremamente complesso, in quanto le interazioni tra organismi e ambiente sono bidirezionali: gli organismi sono influenzati dall'ambiente, che a sua volta influenza gli organismi; è ciò che avviene, ad esempio, con le piante che grazie alla fotosintesi prelevano anidride carbonica dall'atmosfera, emettono ossigeno e producono composti organici nutritivi, dando in questo modo la possibilità ad altri esseri viventi di prosperare; o anche ciò che avviene presso le sorgenti idrotermali nei fondali marini, dove i ricercatori imbarcati sul sottomarino Alvin al largo della Bassa California, alla fine degli anni 1970, scoprirono degli animali che non dipendono dalla fotosintesi ma dall'energia immagazzinata in alcuni batteri, principalmente chemioautotrofi, che prosperano grazie ad alcuni composti chimici (tra cui l'acido solfidrico) rilasciati dalle sorgenti idrotermali.
L'ecologia si struttura su livelli di studio a complessità crescente: a livello di organismo, di popolazione, di comunità, di ecosistema, di paesaggio o bioma e di biosfera; in questo contesto:
- una popolazione è un insieme di organismi della stessa specie che vive nella medesima area geografica;[9]
- una comunità è l'insieme di tutte le popolazioni di specie diverse che vivono in una stessa area geografica;[9]
- un ecosistema è l'insieme dei fattori ambientali, cioè di tutti i fattori biotici (comunità biologiche) e abiotici (temperatura, energia, gas, acqua, sostanze chimiche, tra cui anche quelle nutritive,...) di una zona geografica;[9]
- un paesaggio è un aggregato o un insieme sistemico di ecosistemi;
- un bioma è una grande formazione eco-omogenea, che si può ritrovare anche in continenti diversi se esistono condizioni climatiche, pedologiche e geomorfologiche simili;
- la biosfera è l'insieme globale di tutti gli ecosistemi del pianeta.[13]

A livello di organismi, l'ecologia studia come questi si adattino ai diversi ambienti; a livello di popolazione è possibile studiare il tasso di crescita della stessa in funzione dei parametri ambientali; a livello di comunità si possono studiare le interazioni tra organismi; a livello di ecosistema si può studiare il ciclo delle sostanze chimiche e le modalità di trasferimento dell'energia tra organismi e ambiente.
Due indirizzi importanti dell'ecologia sono:
- la sinecologia, che analizza gli ecosistemi nella loro globalità, studiandone in particolare l'equilibrio, l'evoluzione, la produttività, l'efficienza etc.;
- l'autoecologia, che studia i rapporti ecologici intrattenuti da una singola specie, ossia la sua nicchia ecologica.

## Struttura e dinamica di popolazione
Lo studio ecologico delle popolazioni ha come parametri base la densità e il tipo di dispersione degli individui, oltre che il tasso di natalità e di mortalità.

### Modello di dispersione
Il modello di dispersione di una popolazione si riferisce al modo in cui gli individui sono disposti in una certa zona, il che influisce sugli effetti dei fattori ambientali e sulle interazioni sociali all'interno della popolazione. I principali tipi di dispersione sono i seguenti:
- modello aggregato: gli individui sono disposti in gruppi, il che avviene spesso quando non è omogenea la distribuzione delle risorse ambientali e/o dei compagni per la riproduzione o la gregarietà finalizzata alla riduzione della predazione;
- modello uniforme: deriva spesso dalle interazioni tra gli individui di una stessa popolazione;
- modello casuale (o sparso): il distanziamento tra gli individui di una popolazione è aleatorio, il che può avvenire per alcune specie in periodi non riproduttivi o quando le risorse alimentari sono abbondanti.

### Modelli di crescita delle popolazioni

#### Crescita esponenziale
I modelli di crescita esponenziale descrivono il tasso di crescita di una popolazione in condizioni ideali, in cui l'intera popolazione si moltiplica in base a un fattore costante in intervalli di tempo costanti:
{\displaystyle G=r\cdot N}
dove:
- {\displaystyle G} è il tasso di crescita di una popolazione, cioè il numero di nuovi individui nati in un determinato intervallo di tempo;
- {\displaystyle r} è il tasso di incremento pro-capite, cioè il contributo medio dato da ciascun individuo alla crescita della popolazione;
- {\displaystyle N} è il numero di individui presenti nella popolazione in un dato istante temporale.

#### Crescita logistica e fattori limitanti
Alcuni fattori ambientali sono detti "limitanti" quando determinano un rallentamento della crescita in una popolazione.
I modelli di crescita logistica tengono conto dei fattori limitanti e modificano l'equazione del modello di crescita esponenziale nella seguente forma:
{\displaystyle G=r\cdot N\cdot {K-N \over N}}
dove {\displaystyle K} è la capacità portante, cioè la massima estensione di una popolazione che un determinato ambiente può sostenere.

## Studio degli ecosistemi
La disciplina dell'ecologia comprende lo studio delle interazioni che hanno gli organismi simili tra di loro, le interazioni con organismi diversi e con le componenti abiotiche del loro ambiente. Gli argomenti di interesse per gli ecologisti sono la diversità, la distribuzione, la quantità (biomassa) e il numero (popolazione) di particolari organismi, nonché la cooperazione e la concorrenza tra di essi, sia all'interno che all'esterno degli ecosistemi. Gli ecosistemi sono formati da parti interagenti dinamicamente, le quali comprendono gli organismi, le comunità da loro composte e le componenti presenti nel loro ambiente. I processi degli ecosistemi, come la produzione primaria, la pedogenesi, il ciclo dei nutrienti e le varie attività di costituzione di una nicchia, regolano il flusso di energia e di materia attraverso un ambiente. Questi processi sono sostenuti da organismi con specifiche caratteristiche e la varietà di organismi prende il nome di "biodiversità".
Gli organismi viventi (compreso l'uomo) e le risorse naturali compongono gli ecosistemi che, a loro volta, producono dei meccanismi biofisici di retroazione (feedback) che moderano i processi che agiscono sui viventi (fattori biotici) e sui non-viventi (fattori abiotici) del pianeta. Gli ecosistemi sostengono le funzioni a supporto alla vita, producono capitale naturale come le biomasse (cibo, combustibile e fibre), regolano il clima, i cicli biogeochimici globali, la filtrazione dell'acqua, plasmano il suolo, controllano l'erosione e proteggono dalle inondazioni e compiono molte altre attività di valore scientifico, economico o storico.

### Fattori abiotici
I principali fattori abiotici che influenzano la vita sulla Terra sono l'energia solare, l'acqua, la temperatura, il vento, le caratteristiche dei suoli e gli eventi catastrofici (incendi, eruzioni vulcaniche, uragani,...). L'energia solare è fondamentale a tutti gli ecosistemi, tranne per quelli delle sorgenti idrotermali, delle caverne e delle falde acquifere più profonde, in cui i batteri prelevano l'energia dai composti inorganici qui presenti.

## Discipline e applicazioni
L'ecologia ha visto nascere una serie di specializzazioni:
- l'ecologia delle acque interne studia gli ecosistemi di acque dolci, in particolare quelli delle acque superficiali (fiumi, laghi,...) e delle acque sotterranee (falde freatiche,...);[20]
- l'ecologia del paesaggio si occupa di studiare la struttura, le funzioni e le trasformazioni nello spazio e nel tempo dei paesaggi cioè dei "sistemi di ecosistemi",[21] che hanno un importante nesso con l'antropizzazione;[22]
- l'ecologia urbana e sociale si occupa dell'interazione tra il comportamento umano e l'ambiente urbano, per cui la trasformazione dell'uno in funzione degli altri, e viceversa, è continua e rimane all'interno di un unico processo circolare;[23]
- l'ecologia industriale considera il passaggio da un sistema industriale lineare a circuito aperto, a un sistema circolare a circuito chiuso, in cui gli scarti di lavorazione diventano input per nuovi processi industriali;[24] è una disciplina recentemente introdotta che sta acquisendo grande importanza nella pianificazione e nella gestione ecosostenibile dei sistemi produttivi;
- l'ecologia comportamentale è lo studio della base ecologica ed evoluzionistica del comportamento animale e del ruolo del comportamento nel mettere in grado un animale di adattarsi al proprio ambiente (sia intrinseco che estrinseco);
- l'ecologia funzionale si concentra sui ruoli e sulle funzioni messe in atto dalle specie all'interno delle comunità o degli ecosistemi cui appartengono. Essa rappresenta il vero crocevia tra i pattern ecologici, i processi ed i meccanismi che ne sono alla base;
- l'ecologia culturale è il filone di ricerca delle etnoantropologie che investiga le relazioni tra gli aspetti socio-culturali dei gruppi umani e l'ambiente nel quale vivono, in stretto rapporto con altre discipline quali ecologia, geografia umana, biologia, archeologia, economia, demografia;
- l'ecosociologia, un approccio interdisciplinare che indaga «con ogni mezzo disponibile sui comportamenti sociali di fronte alle moderne problematiche ambientali, e voglia spingersi anche a scoprirne le vere ragioni. Questa disciplina evoca in qualche modo, la cosiddetta Ecologia profonda , già sviluppata da ambientalisti del calibro di Arne Naess, Edward Goldschmidt e Fritjof Capra: ma non si limita alla descrizione di fatti storici e di comportamenti individuali o sociali, spingendosi sicuramente oltre. Verso il mondo inesplorato, quanto mai promettente e suggestivo, in cui le scienze esatte di tipo tradizionale si fondono con le scienze sociali. […] l’Ecosociologia ingloba infatti cognizioni di sociologia, psicologia, storia, antropologia, geografia umana, urbanistica, economia e diritto, senza trascurare approcci con la più aggiornata politologia. Lo studio ecosociologico, che non è asettico e neutrale, ma fortemente impregnato della centralità del tema ambientalistico, ed appare estremamente determinato ad applicare adesso per la prima volta metodologie intersettoriali, può aprire spiragli stimolanti e rivelatori: e, se correttamente condotto, è in grado di far progredire assai più rapidamente nella ricerca di un migliore rapporto tra l’uomo e il suo ambiente»;[25]
- l'ecologia quantitativa utilizza metodi di campionamento e di analisi fisiche e chimiche, analisi di sistemi e modelli matematici di simulazione e stabilizzazione di processi ambientali. Grazie allo sviluppo di tale disciplina intorno al 1930, la ricerca in ecologia ha assunto una denotazione quantitativa ed una più strutturata base concettuale.

L'ecologia è una scienza che ha numerose applicazioni pratiche, che comprendono:
- la biologia della conservazione
- la gestione delle zone umide
- la gestione delle risorse naturali (agroecologia, agricoltura, silvicoltura, agroforestazione, pesca)
- l'urbanistica (ecologia urbana)
- la salute della comunità
- l'economia
- la scienza applicata
- l'interazione sociale umana (ecologia umana).